# ウード (ヌヴェール伯)

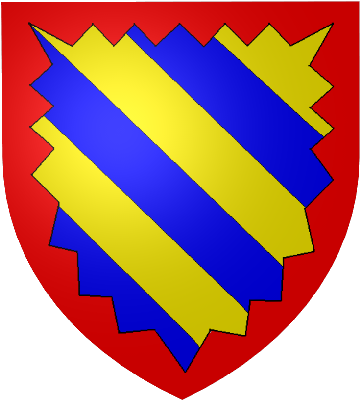
ヌヴェール伯ウードの紋章

ウード・ド・ヌヴェール（Eudes de Nevers, 1230年 - 1266年8月4日）は、ブルゴーニュ公ユーグ4世の嗣子で、ヌヴェール伯およびオセール伯。母はヨランド・ド・ドルー。

## 生涯
1266年にアッコで死去した。父より先に死去したため、ブルゴーニュ公位にはつかず、父の死後、弟ロベール2世が公位を継承した。
ウードはヌヴェール女伯マティルド2世（ブルボン領主アルシャンボー9世とヨランド・ド・シャティヨンの娘）と結婚し、以下の3女をもうけた。娘たちはいずれも両親の伯領を継承した。
- ヨランド2世（1247年 - 1280年） - ヌヴェール女伯。ルイ9世の子ジャン・トリスタンと結婚、フランドル伯ロベール3世と再婚[1]。
- マルグリット（1250年 - 1308年） - トネール女伯。シャルル・ダンジューと結婚。
- アリックス（1251年 - 1290年） - オセール女伯。ロシュフォール領主ジャン1世・ド・シャロンと結婚。